# 伊索珀斯 (紐約州)
伊索珀斯（英語：Esopus）是一個位於美國紐約州阿爾斯特縣的鎮。

## 人口
根據2020年美國人口普查的數據，伊索珀斯的面積為108.62平方千米，當中陸地面積為96.64平方千米，而水域面積為11.98平方千米。當地共有人口9548人，而人口密度為每平方千米88人。